# مارینا رینالدی
مارینا رینالدی (انگلیسی: Marina Rinaldi) شرکت پوشاک ایتالیایی است، که در سال ۱۹۸۰ تأسیس شد.